# Łeonid Łemeszczenko
Łeonid Wiktorowycz Łemeszczenko, ukr. Леонід Вікторович Лемещенко, ros. Леонид Викторович Лемещенко, Leonid Wiktorowicz Lemieszczienko (ur. 6 stycznia 1937 w Kijowie, Ukraińska SRR, zm. 2011, Ukraina) – ukraiński piłkarz, grający na pozycji obrońcy, trener piłkarski.

## Kariera piłkarska
W 1958 rozpoczął karierę piłkarską w klubie Kołhospnyk Czerkasy. Po służbie wojskowej w 1961 został piłkarzem Awanhardu Krzywy Róg. W 1962 powrócił do Kołhospnyka Czerkasy. W 1963 został zaproszony do Karpat Lwów. Rozegrał tylko jeden mecz, dlatego w następnym roku przeszedł do Dynamo Chmielnicki. W 1971 przeniósł się do Torpeda Łuck, w którym zakończył karierę piłkarza.

## Kariera trenerska
Po zakończeniu kariery piłkarza rozpoczął pracę szkoleniowca. W latach 1976–1977 pomagał Robertowi Sarkisowi trenować klub Chwyla Chmielnicki. Potem z przerwami pracował w Szkole Sportowej w Chmielnickim. W 1990 roku zajmował stanowisko dyrektora technicznego Podilla Chmielnicki, a od września do końca 1995 stał na czele chmielnickiego klubu.
W 2011 zmarł w wieku 64 lat.

## Sukcesy i odznaczenia

### Sukcesy piłkarskie
Dynamo Chmielnicki
- wicemistrz Ukraińskiej SRR: 1966